# Zachowania trudne
Zachowania trudne (ang. challenging behaviour) to zachowanie, które swoim natężeniem, częstotliwością występowania lub długością trwania zagraża bezpieczeństwu osób w otoczeniu lub osoby je przejawiającej. Do tej grupy zachowań zalicza się również takie, które uniemożliwiają nabywanie nowej wiedzy i umiejętności lub zaspokajanie potrzeb życiowych.
Pojęcie to odnosi się przede wszystkim do osób z zaburzeniami zachowania, emocjonalnymi, autyzmem, czy niepełnosprawność intelektualna.

## Przyczyny zachowań trudnych
Uważa się, że zachowania trudne są przejawem nieumiejętności przekazania otoczeniu informacji lub poradzeniu sobie z problemem.
Do podstawowych przyczyn zalicza się:
- ból i dyskomfort fizyczny;
- dyskomfort psychiczny;
- brak możliwości komunikowania się z otoczeniem;
- stawianie nadmiernych wymagań.

## Strategie radzenia sobie z zachowaniami trudnymi
Są to różne metody i techniki wykorzystywane w celu redukcji zachowań trudnych. Dzielą się na strategie proaktywne i reaktywne.

### Strategie proaktywne
Grupa technik i metod redukcji zachowań trudnych. Ich istotą jest stosowanie zanim wystąpi zachowanie. Ma to zmniejszyć prawdopodobieństwo jego wystąpienia.

### Strategie reaktywne
Grupa technik i metod redukcji zachowań trudnych. Ich istotą jest stosowanie po wystąpieniu zachowania. Ma to zmniejszyć negatywne konsekwencje (ewentualne uszkodzenia ciała, mienia lub niemożliwość nabywania nowych wiadomości i umiejętności) oraz zmniejszyć prawdopodobieństwo wystąpienia danego zachowania w przyszłości.